# Niederthaier Straße
De Niederthaier Straße (L238) is een 7,79 kilometer lange Landesstraße (lokale weg) in het district Imst in de Oostenrijkse deelstaat Tirol. De weg is een zijweg van de Ötztalstraße (B186) en begint in Umhausen (1031 m.ü.A.). De Niederthaier Straße is een bochtenrijke weg die voor een verbinding zorgt met Niederthai (1538 m.ü.A., gemeente Umhausen), een dorpje aan het begin van het Horlachtal, een zijdal van het Ötztal., Het beheer van de straat valt onder de Straßenmeisterei Umhausen.